# فرانسوا فنلون
فرانسوا فنلون (بالفرنسية: François Fénelon)‏ (ولد 6 أغسطس 1651 ,توفي 7 يناير 1715) شاعر و كاتب فرنسي .

## روابط خارجية
- فرانسوا فنلون على موقع الموسوعة البريطانية (الإنجليزية)
- فرانسوا فنلون على موقع إن إن دي بي (الإنجليزية)